# Українська білоголова худоба

Корова породи Українська білоголова

Украї́нська білоголо́ва худо́ба — порода великої рогатої худоби молочного напряму. Виведена у 19 столітті на Правобережжі України в районі Житомир—Коростень- Фастів — Козятин схрещуванням місцевої худоби з чорно-рябим гронінгенським відріддям голландської породи, завезеної з Голландії. Порода вдосконалювалася в процесі наступної селекційної роботи. Раніше українську білоголову худобу розводили в Київській, Житомирській, Хмельницькій і частково Вінницькій областях як породу молочного напряму. На даний момент залишилося лише одне стадо в селі Антоніни Хмельницької області. [джерело?]

## Опис
Основна масть — червона різних відтінків, з білими плямами на нижній частині тулуба, кінцівках і хвості, і чорна. Голова біла, здебільшого з червоним або чорним облямуванням навколо очей. Зараз втрачено тварин з червоним забарвленням. [джерело?] У більшості тварин голова, підгруддя, живіт, вим'я, ноги і кінець хвоста білі. Тварини білоголової української породи типово молочної будови тіла, ніжної, щільної конституції. Для них характерні легка голова, тонка шия, тонкий кістяк, добре розвинена задня третина тіла. Річний надій на корову 2 500—3 000 кг молока жирністю 3,6—3,7 %. В найкращих стадах надій становить 4000 — 4 500 кг; від рекордистки Орбіти надоєно 12 339 кг.
Жива вага корів 370—500 кг, бугаїв 800—950 кг.
Забійна вага не перевищує 50 %. Провадиться робота щодо дальшого поліпшення породи, щоб підвищити її продуктивність, жирномолочність і м'ясні якості. Найкращі породні стада на племінних фермах колгоспів Бородянського (Київська область) і Черняхівського (Житомирська область) районів, в радгоспах «Комсомолець Полісся» (Київська область) та ім. Димитрова (Хмельницька область) і в водогосподарстві Київської дослідної станції тваринництва «Терезіно».

## Поширення
Станом на 2010-ті роки порода була найбільше розповсюджена в поліській зоні Житомирської, Київської і Хмельницької областей. Генофондні стада породи створені у дослідному господарстві «Україна» Державної агроекологічної академії України (Житомирська область), племзаводах «Антоніни» та ім. Горького (Хмельницька область).

## Виноски
1. ↑  Й. 3. Сірацький. Білоголова українська. Інтернет-портал "Аграрний сектор України" http://agroua.net. Національний університет біоресурсів і природокористування України. Архів оригіналу за 20 грудня 2016. Процитовано грудень 2016. {{cite web}}: Зовнішнє посилання в |work= (довідка) [Архівовано 20 грудня 2016 у Wayback Machine.]